# Bozeman
Pour les articles homonymes, voir Bozeman (homonymie).
La ville de Bozeman est le siège du comté de Gallatin, dans l’État du Montana, aux États-Unis. Lors du recensement de 2010, la ville comptait 37 280 habitants, pour 53 293 habitants en 2020, ce qui en fait la quatrième ville de l’État. Bozeman connaît comme son comté, une croissance démographique soutenue depuis la fin de la Seconde Guerre mondiale.

## Géographie
La ville est située dans la vallée de la rivière Gallatin, entourée par les montagnes Bridger au nord-est, les montagnes Tobacco Root à l'ouest, les montagnes Big Belt (en) au nord, les Hyalites au sud et le chaînon Gallatin au sud-ouest.

## Histoire
La ville a été nommée ainsi en hommage à John M. Bozeman (1837-1867), le créateur (en 1863) de la piste Bozeman, une route qui traversait le sud-ouest du Montana et reliait Virginia City à l’État du Wyoming. 

## Démographie
| Groupe            | Bozeman | Montana | États-Unis |
| ----------------- | ------- | ------- | ---------- |
| Blancs            | 93,6    | 89,4    | 72,4       |
| Métis             | 2,1     | 2,5     | 2,9        |
| Asiatiques        | 1,9     | 0,6     | 4,8        |
| Amérindiens       | 1,1     | 6,3     | 0,9        |
| Autres            | 0,7     | 0,6     | 6,2        |
| Afro-Américains   | 0,5     | 0,4     | 12,6       |
| Océaniens         | 0,1     | 0,1     | 0,2        |
| Total             | 100     | 100     | 100        |
|                   |         |         |            |
| Latino-Américains | 2,9     | 2,9     | 16,7       |

Selon l'American Community Survey pour la période 2010-2014, 94,90 % de la population âgée de plus de 5 ans déclare parler l'anglais à la maison, 1,58 % déclare parler l'espagnol et 3,52 % une autre langue.

## Enseignement
Bozeman abrite la Montana State University (MSU).

## Transports
Bozeman est desservie par l’aéroport régional de Gallatin (Gallatin Field, code AITA : BZN, code OACI : KBZN), localisé à 8 km au nord-ouest de la ville, près de Belgrade.
L'interstate 90 passe par Bozeman et la relie aux villes de Butte (100 km à l'est) et Billings (200 km à l'ouest). La ville se trouve à 150 km au nord du Parc national de Yellowstone.

## Presse
Le journal local est le Bozeman Chronicle.

## Personnalités liées à la ville
- Chet Huntley, acteur, décédé à Bozeman.
- Brannon Braga, scénariste et producteur, né à Bozeman.
- Gustavus Cheyney Doane, explorateur, mort à Bozeman.
- Jason Lytle (ex-leader de Grandaddy) auteur, compositeur, producteur, interprète, vit à Bozeman.
- Greg Mortenson a vécu à Bozeman.

## Dans la culture populaire
Une partie du tournage du film de Robert Redford, Et au milieu coule une rivière, s'est déroulé dans cette ville, l'autre partie ayant lieu à Livington, autre ville du Montana.
Bozeman est la ville dans laquelle Sheldon Cooper décide de se réfugier dans le 13e épisode de la saison 3 de The Big Bang Theory, intitulé Exode dans le Montana.
Dans l'univers de Star Trek, Bozeman est la ville dans laquelle, le 5 avril 2063, Zefram Cochrane fera décoller son prototype de vaisseau capable de distorsion, le Phoenix, et le lieu où se déroulera le premier contact entre les humains et une race extra-terrestre dénommée les Vulcains (voir le film Star Trek : Premier contact, 1996 et la série Star Trek : Enterprise, saison 4, épisode 18), ainsi qu'une bonne partie de l'épisode 1 de la saison 3 de la série animée « Star Trek: Lower Decks » intitulé Grounded (Mise à pied en VF).
La série américaine Yellowstone (série télévisée) se déroule en grande partie à Bozeman. Le ranch de la famille Dutton se trouve sur le territoire de la ville.

## Centres d'intérêt
- Montana Arboretum and Gardens
- Museum of the Rockies
- Children's Museum of Bozeman
- Bridger Bowl Ski Area
- Parc national de Yellowstone
- Montana State University
- American Computer Museum
- Big Sky Resort
- Moonlight Basin
- Pioneer Museum of Bozeman
- Gibson Acoustic Factory